# Polizia dei trasporti FFS
La Polizia dei trasporti FFS, anche nota come SBB CFF FFS Police (in tedesco SBB Transportpolizei, in francese Police des transports CFF, informalmente nota con le sigle TPO e BAPO) è il servizio di polizia civile legato alle Ferrovie Federali Svizzere. Si occupa di garantire la sicurezza nelle infrastrutture connesse al servizio ferroviario, e sui rotabili su tutto il territorio elvetico, oltre che, al di fuori della rete FFS, su linee in concessione e altri mezzi di trasporto, anche non ferroviari.
Pur operando a livello nazionale, non costituisce una forza di polizia federale in senso stretto, essendo un soggetto di diritto privato, diretta emanazione delle FFS: ai sensi della legge federale sugli organi di sicurezza delle imprese di trasporto pubblico (LFSI, RS 745.2 del 18 giugno 2010), è soggetta alla sorveglianza dell'Ufficio Federale dei Trasporti (afferente al dipartimento federale dell'ambiente, dei trasporti, dell'energia e delle comunicazioni), deputato ad autorizzare l'affidamento dei compiti di sicurezza sui mezzi e nelle infrastrutture. 
Si tratta, di fatto, di una realtà ibrida tra una forza di polizia "standard" e i servizi di vigilanza privati, che la legge designa come "servizio di sicurezza". Questi ultimi, laddove operativi sui mezzi di trasporto, hanno prerogative più limitate e un armamento più leggero. La Polizia dei trasporti può anche procedere a sanzioni, arresti e sequestri di materiale in base al codice penale svizzero e alla legislazione in materia di trasporti; gli agenti sono a tutti gli effetti poliziotti secondo la legge svizzera, addestrati ed equipaggiati allo scopo (anche con armi da fuoco), provvisti di attestato professionale federale e soggetti a giuramento.
Ai sensi della legge svizzera, tutte le imprese di trasporto pubblico hanno il diritto di creare una propria polizia dei trasporti; le FFS sono tuttavia l’unica realtà ad aver usufruito di questa possibilità.

## Storia
I prodromi dell'attività di polizia ferroviaria in Svizzera risalgono al 1878, anno in cui la legge federale sulla polizia delle strade ferrate parlò per la prima volta di «funzionari della polizia delle strade ferrate [...] parificati agli agenti della polizia cantonale e [...] immessi in officio con quella stessa forma di giuramento che per questi ultimi praticata». All'atto pratico, tuttavia, a ciò non corrispose la costituzione di un vero e proprio corpo di polizia ferroviaria.
Una prima attivazione in tal senso si ebbe negli anni 1990, quando la sicurezza sui treni e nelle stazioni venne affidata ad alcuni capitreno, opportunamente formati presso la polizia cantonale di Lucerna, ma inizialmente non armati. La prima sperimentazione venne condotta sulla S-Bahn di Zurigo.
Nei primi anni 1990 i servizi di sicurezza e vigilanza sulla rete FFS e sulle tratte in concessione vennero affidati alla Securitrans AG, società compartecipata dalle Ferrovie (al 51%) e dalla compagnia di sicurezza Securitas (al 49%), che però non poteva ancora svolgere una compiuta attività di polizia. Solo dal 2002, a fronte dell'introduzione di treni passeggeri senza capotreno, venne intrapresa la creazione di una «vera» polizia ferroviaria, i cui agenti dovessero seguire una formazione di un anno in una scuola cantonale riconosciuta.
Nel 2009, in vista di una riforma delle leggi svizzere sulla sicurezza ferroviaria del 1878 (poi formalizzata nel 2011), il servizio venne incorporato al 100% dalle Ferrovie: nacque così la Polizia dei trasporti FFS. Securitrans continuò ad operare nei campi della sorveglianza di oggetti e valori, oltre che nella sorveglianza dei cantieri ferroviari; nel 2022 fu a sua volta incorporata nelle FFS, diventando Transsicura. Dal 2012, una volta entrata in vigore la nuova legge, agli agenti fu concesso di portare armi da fuoco.
Nel 2019 la Polizia dei trasporti è stata unificata dalle FFS con la direzione della Sicurezza pubblica (deputata a occuparsi di prevenzione dei rischi, videosorveglianza, gestione delle situazioni critiche non direttamente legate all’ordine pubblico, collaborazione con società di sicurezza private e sicurezza infrastrutturale) e affidata a un unico comandante.

## Compiti

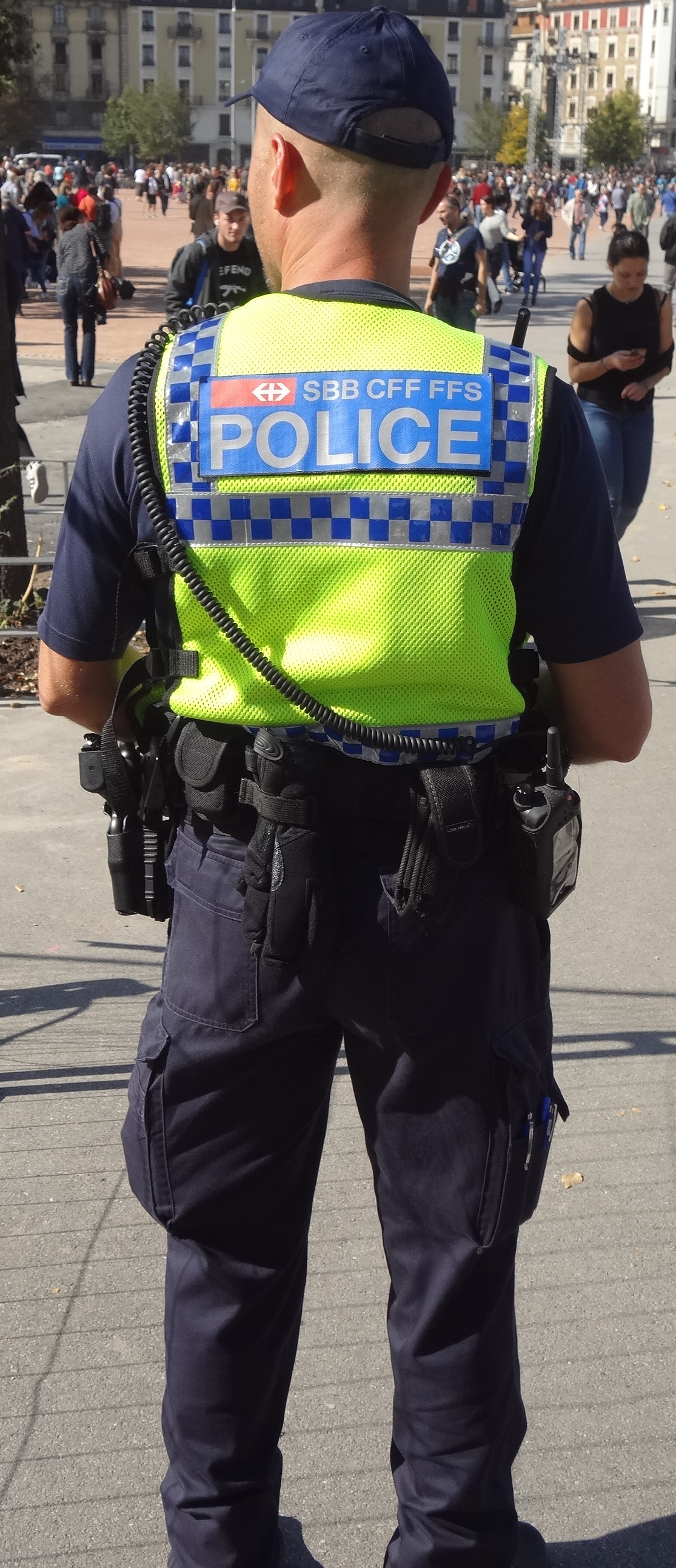
Un agente durante il servizio

I compiti della Polizia dei trasporti FFS sono stabiliti dalla legge federale che regola la sicurezza nelle aziende di trasporto pubblico (LFSI); di base, essa deve garantire la sicurezza dei passeggeri, far rispettare le regole d’uso dei mezzi pubblici e intervenire in caso di criticità. Gli agenti possono intervenire anche nelle immediate vicinanze delle infrastrutture ferroviarie, soprattutto in caso di inseguimenti, pericoli imminenti o crimini connessi al servizio di trasporto. Alla loro sorveglianza sono affidate anche infrastrutture quali l’impianto idroelettrico del lago Ritom.
Gli agenti possono interrogare i passeggeri e controllarne i documenti d’identità, fermare, perquisire o allontanare chi si comporta in modo inappropriato, trattenere temporaneamente una persona sospetta e sequestrare oggetti pericolosi, come armi o droga, che poi vengono consegnati alle forze di polizia cantonali o comunali, controllare i biglietti, segnalare infrazioni e fare verbali in caso di danni o violenze. Se necessario, possono dichiarare le persone in arresto e adottare opportuni mezzi di costrizione (lacci o manette), per poi consegnare il fermato alle forze di polizia a carattere pubblico.
La Polizia dei trasporti FFS non conduce in proprio indagini penali e non si occupa delle denunce; può però operare in appoggio alle forze di polizia cantonali e comunali, oltre che delle guardie di frontiera e delle forze di polizia estere (nel caso dei treni transfrontalieri), nell'espletamento di tali mansioni e nella trasmissione di segnalazioni.
Rappresentanti della Polizia dei trasporti FFS partecipano ai lavori di varie realtà di coordinamento e formazione delle forze di polizia elvetiche: la Società dei capi di polizia delle città svizzere (SCPCS), lo Stato maggiore della polizia, la Commissione d’esame federale per agenti di polizia (APF), la struttura Tecnica e Informatica di Polizia svizzera (TIP) e l’Istituto svizzero di polizia (ISP).

## Comando e struttura
La Polizia dei trasporti FFS ha un singolo comando centrale, ubicato a Berna. A Olten vi è invece il centro operativo d’intervento, che gestisce le chiamate d’emergenza al numero verde 0800 117 117 (al quale sono collegati anche degli appositi citofoni installati a bordo dei treni) e organizza gli interventi degli agenti. L'articolazione territoriale è suddivisa in 13 basi.
In alcune località sono stati istituiti posti di polizia congiunti, dove la Polizia dei trasporti FFS collabora e coabita con altre forze dell'ordine.

### Ripartizione del personale
Al 2024, dei circa 270 poliziotti dei trasporti (di cui il 14,6% è di sesso femminile), 180 sono impegnati nella quotidiana operatività sul campo. I restanti appartengono allo Stato maggiore, oppure operano in seno alle strutture specializzate interne al corpo, che includono 
- un centro d’analisi, che si occupa di raccogliere dati su interventi e condizioni di sicurezza, per determinare laddove rafforzare o alleggerire gli interventi;
- un servizio specializzato "video e graffiti", che gestisce gli impianti di videosorveglianza sui treni e nelle stazioni, oltre a intervenire contro gli atti vandalici;
- un'unità cinofila, con scopo sia di protezione delle persone (cani da intervento) che di rilevamento di eventuali ordigni (cani da ricerca esplosivo);
- il gruppo d’intervento "Genesis", impegnato nel contrasto di borseggi e altra microcriminalità (gli agenti afferenti operano spesso in abiti civili);
- il settore "Corporate Security", che sovrintende agli aspetti di sicurezza interni all'azienda ferroviaria.[5]

## Formazione ed equipaggiamento

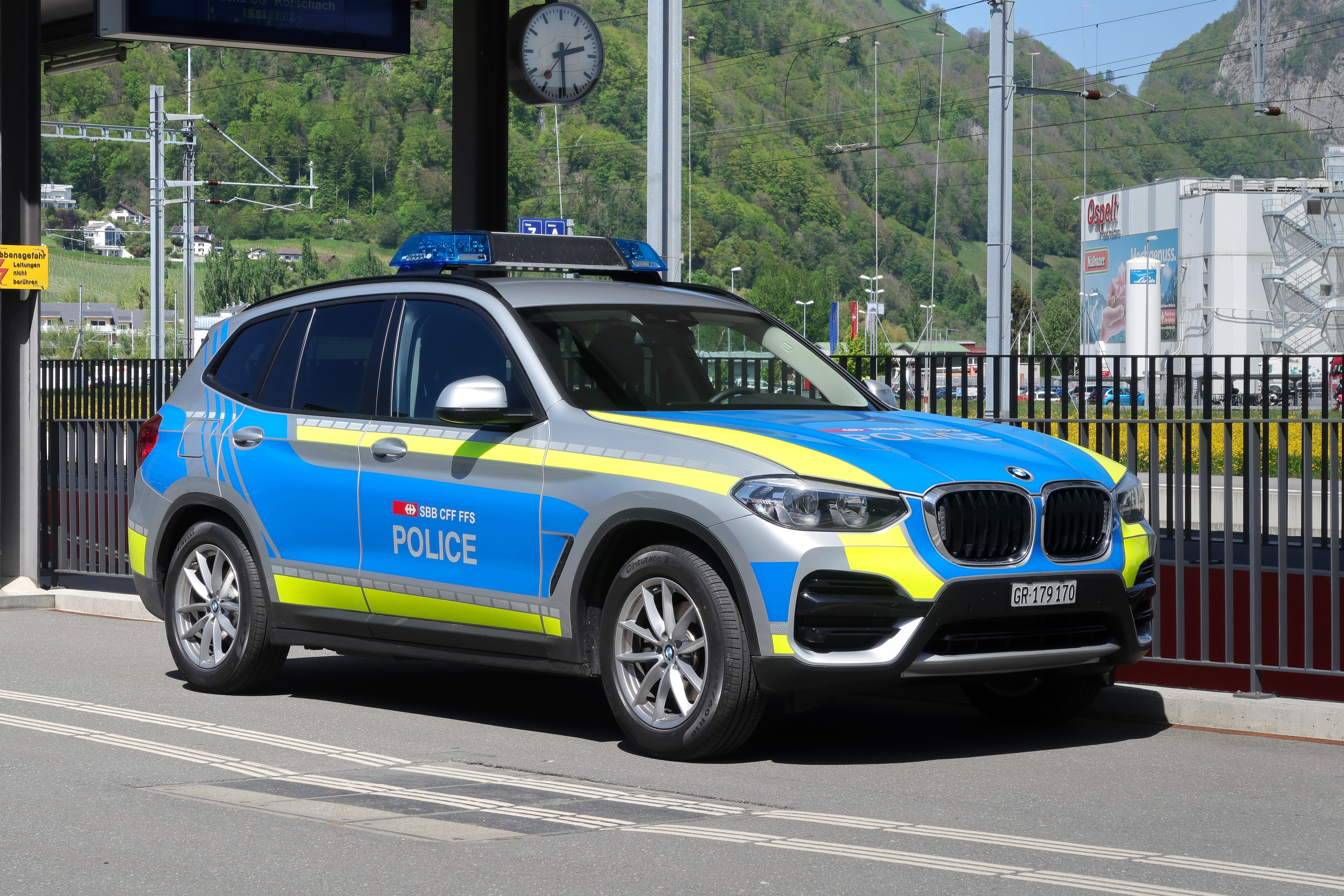
Autopattuglia in servizio nei Grigioni

Possono diventare agenti di Polizia dei trasporti i cittadini svizzeri che hanno compiuto 21 anni, con formazione professionale completata, patente di guida per autovetture, indiscussa moralità personale e familiare e condizioni psicofisiche adeguate.
L'addestramento dura 24 mesi e avviene per il primo anno presso le accademie di polizia a Hitzkirch, Amriswil o Savatan. Previo superamento di un esame intermedio, nel secondo anno viene svolto il praticantato sul campo. Dopo l'esame finale, le reclute ottengono l'attestato professionale federale di agente di polizia e prestano giuramento.
L'equipaggiamento degli agenti di Polizia dei trasporti comprende la pistola d'ordinanza, uno spray irritante, un manganello, lacci e manette per procedere agli arresti, radio di servizio, gilet antiproiettile e antitaglio, torcia elettrica, guanti, kit di primo soccorso, coltello multiuso. Dal 2024 gli agenti indossano altresì una bodycam. Nel complesso, la dotazione indossata pesa circa 13 chilogrammi.